# Josef Wiesmaier (Politiker)
Josef Wiesmaier (* 26. Oktober 1871 in Schußstatt, Gemeinde Lambach; † 21. Dezember 1931 ebenda) war ein österreichischer Politiker der  Christlichsozialen Partei (CSP).

## Ausbildung und Beruf
Nach dem Besuch der Volksschule wurde er Besitzer des Buchbergergutes in Lambach.

## Politische Funktionen
- 1918–1919: Mitglied der Provisorischen Landesversammlung Oberösterreichs
- 1919: Abgeordneter zum Oberösterreichischen Landtag

Er war auch Obmannstellvertreter der Lagerhausgenossenschaft in Wels.

## Politische Mandate
- 4. März 1919 bis 9. November 1920: Mitglied der Konstituierenden Nationalversammlung, CSP
- 10. November 1920 bis 1. Oktober 1930: Mitglied des Nationalrates (I., II. und III. Gesetzgebungsperiode), CSP
- 2. Dezember 1930 bis 21. Dezember 1931: Mitglied des Nationalrates (IV. Gesetzgebungsperiode), CSP